# روبين سالازار غوميز
روبين سالازار غوميز (بالإسبانية: Rubén Salazar Gómez)‏ هو كاهن كاثوليكي ورئيس أساقفة كولومبي، ولد في 22 سبتمبر 1942 في بوغوتا في كولومبيا.